# ミレニアムキャスティング
株式会社ミレニアムキャスティング(Millennium Casting, Inc.)は、そごう・西武グループでかつて存在した総合人材サービス会社。

## 概要
アウトソーシング事業・人材派遣事業・教育研修事業の3つの事業を展開していた。主にそごう、西武百貨店に人材を派遣していた。
何度か社名を変更しており、2004年1月から2006年3月まで使用されていた、「エスウイル」はミレニアムリテイリング（現：そごう・西武）の親会社となったセブン&アイ・ホールディングス側に同名の関連会社があった為に社名変更となった。
2011年9月　アイング株式会社に吸収合併された。

## 沿革
- 1984年12月17日 会社設立
- 1986年7月 労働者派遣法の施行に合わせ、人材派遣・人材紹介・教育研修の3事業体制とし、社名を株式会社「ウイル」に変更。
- 2000年10月 西武百貨店池袋店のレジ業務を受託。順次、西武百貨店・そごう各店のレジ業務の請負を拡大（その後、そごう・西武全店のレジ業務を受託）。
- 2003年10月 西武百貨店関連会社である教育研修事業会社「株式会社キャリアオン」および事務受託事業会社「株式会社ビジネスシステムエージェント」と経営統合。
- 2004年1月 「株式会社エスウイル(S-We'LL)」に社名変更。小売業の事務アウトソーシングから人材の派遣・人材の教育・育成までをサポートする総合人材サービス会社として、総合的な事業を展開する。
- 2004年7月 関西営業部開設 （所在地：大阪府大阪市中央区）
- 2005年5月 人材採用業務開始
- 2006年4月 株式会社ミレニアムキャスティングに社名変更
- 2011年9月 アイング株式会社に吸収合併